# Empire Interactive
Empire Interactive war ein britischer Entwickler und Publisher von Videospielen. Gegründet wurde das Unternehmen im Jahr 1987. Es trat im Laufe seiner Geschichte als Publisher für zahlreiche kleinere Studios auf und übernahm nicht wenige von diesen. Zu den bekannteren Titeln, die Empire veröffentlichte, zählen die frühen FlatOut-Titel.
Aufgrund schwerer Finanzprobleme wurde die Firma am 4. Mai 2009 aufgelöst und große Teile des Firmeninventars an das amerikanische Unternehmen Zoo Games verkauft.

## Geschichte
Empire Interactive wurde 1987 von Ian Higgins und Simon Jeffrey unter dem Namen Empire Software in Großbritannien gegründet. Das Unternehmen konzentrierte sich zunächst auf MS-DOS- und auf Windows-Spiele. 1989 entwickelte die Firma die Marke Empire Interactive, unter der die meisten neuen Titel veröffentlicht wurden. Bis 1994 wurde allerdings noch teilweise die alte Bezeichnung verwendet.
Die Firma besaß Zweigstellen in jeder für den Videospielmarkt bedeutenden Region. Länder, in denen ein Studio oder eine Vertriebsstelle ansässig war, waren beispielsweise Deutschland, Spanien, Italien, Australien und Südafrika. In den USA firmierte eine Tochtergesellschaft unter dem Namen Empire Interactive Inc. Forschung und Entwicklung fanden allerdings im zentralen Studio in London statt. Die Firma kaufte allerdings auch zahlreiche Studios auf, etwa das britische Razorworks.
Zur Wiederveröffentlichung älterer Titel brachte Empire mehrere Marken auf den Markt. Die erste dieser Art wurde Fair Games genannt und in den 1990er-Jahren verwendet. Ab 2000 verwendete die Firma das Label Xplosiv.
2006 wurde Empire von Silverstar Holdings gekauft, einer britischen Finanzgesellschaft. 2008 verließ der Gründer Ian Higgins, der als CEO von Empire fungierte, die Firma. Im gleichen Jahr kündigte die Firma Einsparmaßnahmen an, bei denen rund 30 % der Angestellten entlassen werden sollten. Ein Jahr später meldete das Unternehmen Insolvenz an und wurde geschlossen. Das britische Studio wurde aufgelöst und die Rechte an allen Marken wurden vom amerikanischen Unternehmen New World IP erworben. New World IP vermachte daraufhin die Rechte an den Titeln an den Publisher Zoo Games.

## Spiele
Empire Interactive war unter anderem an den folgenden Titeln beteiligt, überwiegend in der Funktion des Herausgebers.
- Campaign
- Crazy Taxi 3: High Roller
- Double Dragon
- Dreamfall: The Longest Journey
- Dreamweb
- Enemy Engaged: RAH-66 Comanche versus Ka-52 Hokum
- FlatOut
- FlatOut 2
- FlatOut: Ultimate Carnage
- Ford Street Racing
- Gabriel Knight 3
- Ghost Master
- Go Go Copter
- Hanna Barbera's Turbo Toons
- Jackass: The Game
- Harvest Moon Online
- Mashed
- Pro Pinball
- Starsky & Hutch
- Starship Troopers
- Stars!
- Speedball
- Speedball 2: Brutal Deluxe
- Sudden Strike 3: Arms for Victory
- The Longest Journey
- Total Immersion Racing
- Volfied
- Warrior Kings Battles